# Strophurus rankini
Strophurus rankini — вид геконоподібних ящірок родини диплодактилідів (Diplodactylidae). Ендемік Австралії. Вид названий на честь німецького зоолога Вільгельма Міхельсена.

## Поширення і екологія
Strophurus rankini мешкають в районі затоки Ексмут на західному узбережжі Західної Австралії, від Північно-Західного півострова до Карнарвона, а також на острові Берньє. Вони живуть на прибережних дюнах, порослих деревами і чагарниками.